# Smithfield (Virginia)
Smithfield ist eine Kleinstadt im Isle of Wight County im US-Bundesstaat Virginia. Das U.S. Census Bureau hat bei der Volkszählung 2020 eine Einwohnerzahl von 8.533 ermittelt.
Die Stadt ist Sitz von Smithfield Foods Inc., dem zur chinesischen WH Group gehörenden größten Schweinefleischproduzenten in den USA.
Smithfield ist bekannt für den Smithfield-Schinken, eine US-amerikanische Schinkenspezialität mit einer Reifezeit zwischen sechs Monaten und einem Jahr.
Im Isle of Wight County Museum in Smithfield findet sich neben einer Reihe von lokalgeschichtlichen Ausstellungen auch der angeblich älteste Schinken der Welt sowie die angeblich älteste Erdnuss der Welt. Das Museum befindet sich in einem ehemaligen Bankgebäude in der historischen Altstadt von Smithfield und gehört zusammen mit dem 1750–51 errichteten Gerichtsgebäude zu den wichtigsten Sehenswürdigkeiten der vielbesuchten Kleinstadt.

## Söhne und Töchter
- James Patton Preston (1774–1843), Politiker, Gouverneur von Virginia
- William B. Preston (1805–1862), Politiker, US-Marineminister und Senator für Virginia im Konföderiertenkongress
- Aaron De Groft (1965–2025), Kunsthistoriker und Museumsleiter